# تاو (شهرستان یانائولسکی، باشقیرستان)
تاو (انگلیسی: Tau, Yanaulsky District, Republic of Bashkortostan) یک شهرک در شهرستان یانائولسکی استان باشقیرستان کشور روسیه است.